# Đóng gói

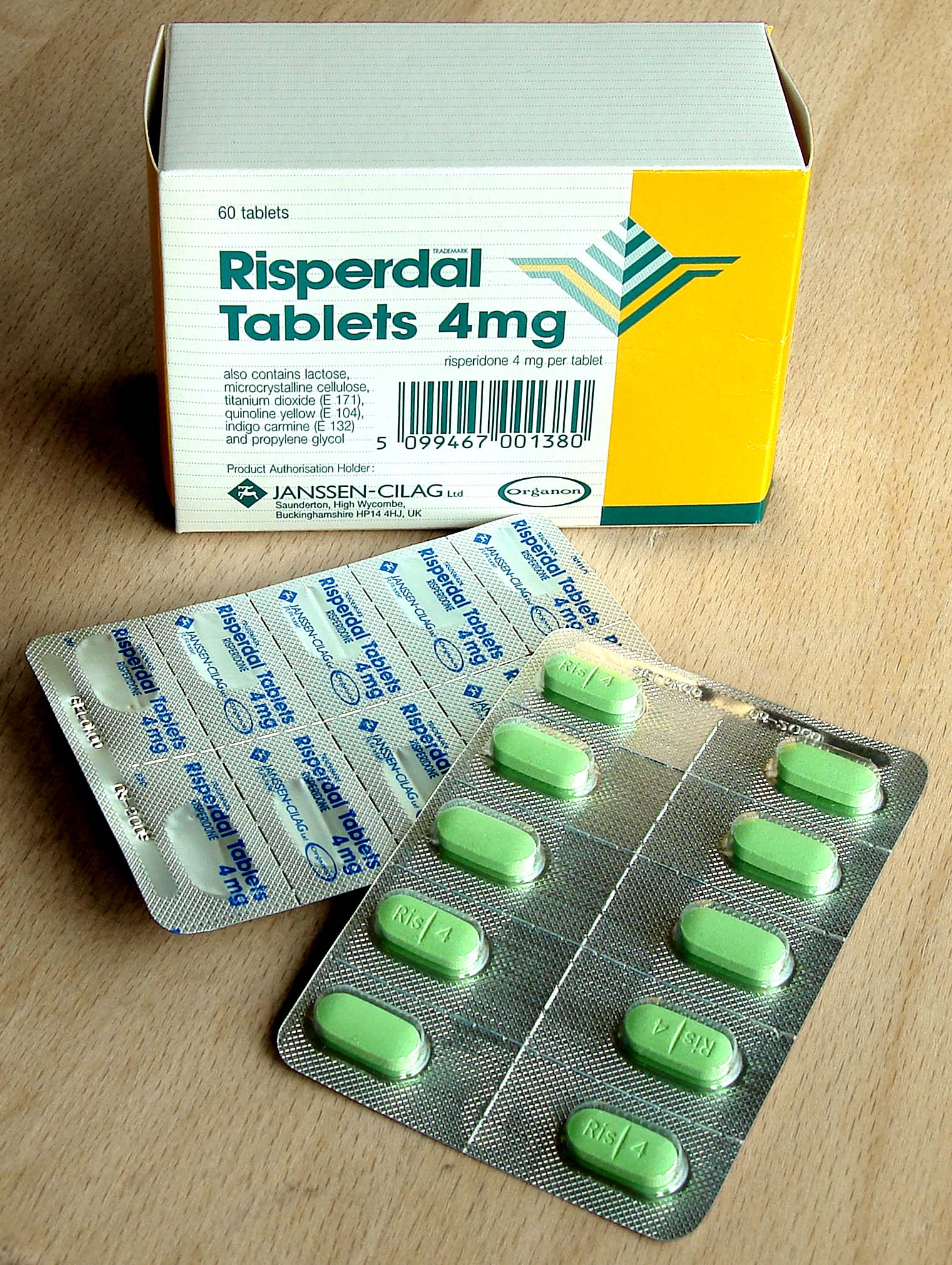
Thuốc Risperdal Tablets 2000 của Vương quốc Anh được đóng gói.

Đóng gói (tiếng Anh: Packaging) là cách thức chứa đựng, bảo vệ, vận chuyển và bày bán sản phẩm bằng các vật liệu khác nhau. Bao bì có thể được làm từ nhiều loại vật liệu, tùy thuộc vào tính chất của sản phẩm và mục đích sử dụng. Đóng gói là một hoạt động quan trọng trong chuỗi cung ứng, giúp đảm bảo sản phẩm được vận chuyển an toàn và đến tay người tiêu dùng một cách nguyên vẹn.